# Euxootera leucoplaga
Euxootera leucoplaga är en fjärilsart som beskrevs av George Francis Hampson 1907. Euxootera leucoplaga ingår i släktet Euxootera och familjen nattflyn. Inga underarter finns listade i Catalogue of Life.